# دعم حكومي

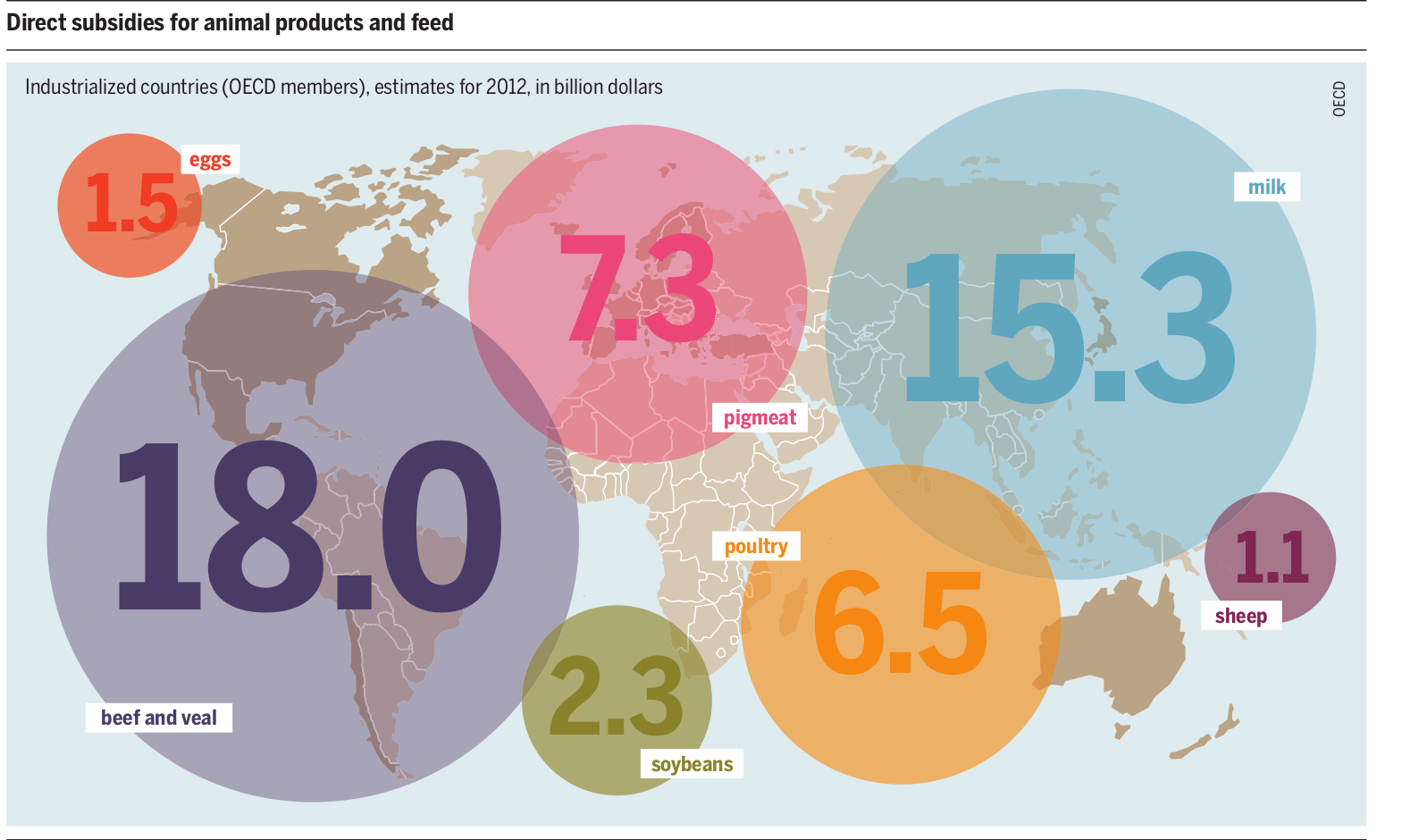

الدعم الحكومي امدادات مادية تقدّم من الحكومة لتخفيض أسعار السلع إما لصالح صناعة وإما لصالح المواطن. ويعتبر في مجتمعات عديدة من التابوهات، ويهدد غيابها أو تقليصها الشارع بالاشتعال. ومن أهم السلع المدعومة الدقيق والسكر والحليب والسكن والكهرباء والمحروقات. وقد ارتفع حجم الدعم على المحروقات بوجه الخصوص في الألفية الجديدة.
يعتبرها المناهضون شراء للسلم الاجتماعي بطريقة تحمل الدولة ديونا كبيرة. خصوصا أن الشرائح الاجتماعية الميسورة كثيرا ما تستفيد أكثر من الفئات المحرومة إن لم يقنن الوضع جيدا.
تتفاوت نسب الدعم المقدم حسب المنطقة، ففي الدول العربية يشكل الدعم حوالي نحو 5,7% من الناتج المحلي الإجمالي وهي نسبة تفوق بكثير المعدل الموجود في بقية الدول النامية والذي يبلغ نحو 1,3% فقط.
في حالة الصناعة يكون هدف الدعم هو تنمية تلك الصناعة أو جعلها ذات تنافسية أعلى في الأسواق العالمية. من أشكال دعم الصناعات: خطط الإعفاء من الضرائب، منح تخفيضات على أسعار المواد الخام، تقديم محفزات مادية للمستهلك لشراء منتوجات الصناعة (كما في خطط تحفيز قطاع الطاقات المتجددة).
وفي حالة تخفيض أسعار بعض السلع فيكون ذلك بتحمل الحكومة لجزء من أسعار استيراد أو إنتاج تلك السلع. مثال على ذلك دعم الحكومات للسلع الأساسية كالسكر والأرز والكهرباء والماء فيكون مقدار الدعم الحكومي في حالة دعم الماء والكهرباء مثلاً هو حاصل الفرق بين التكلفة الحقيقية لإنتاج وتوزيع المياه والكهرباء التي يستهلكها الفرد وبين المبلغ الفعلي الذي يدفعه الفرد مقابل ما يستخدمه.